# Jüdischer Friedhof (Sučany)

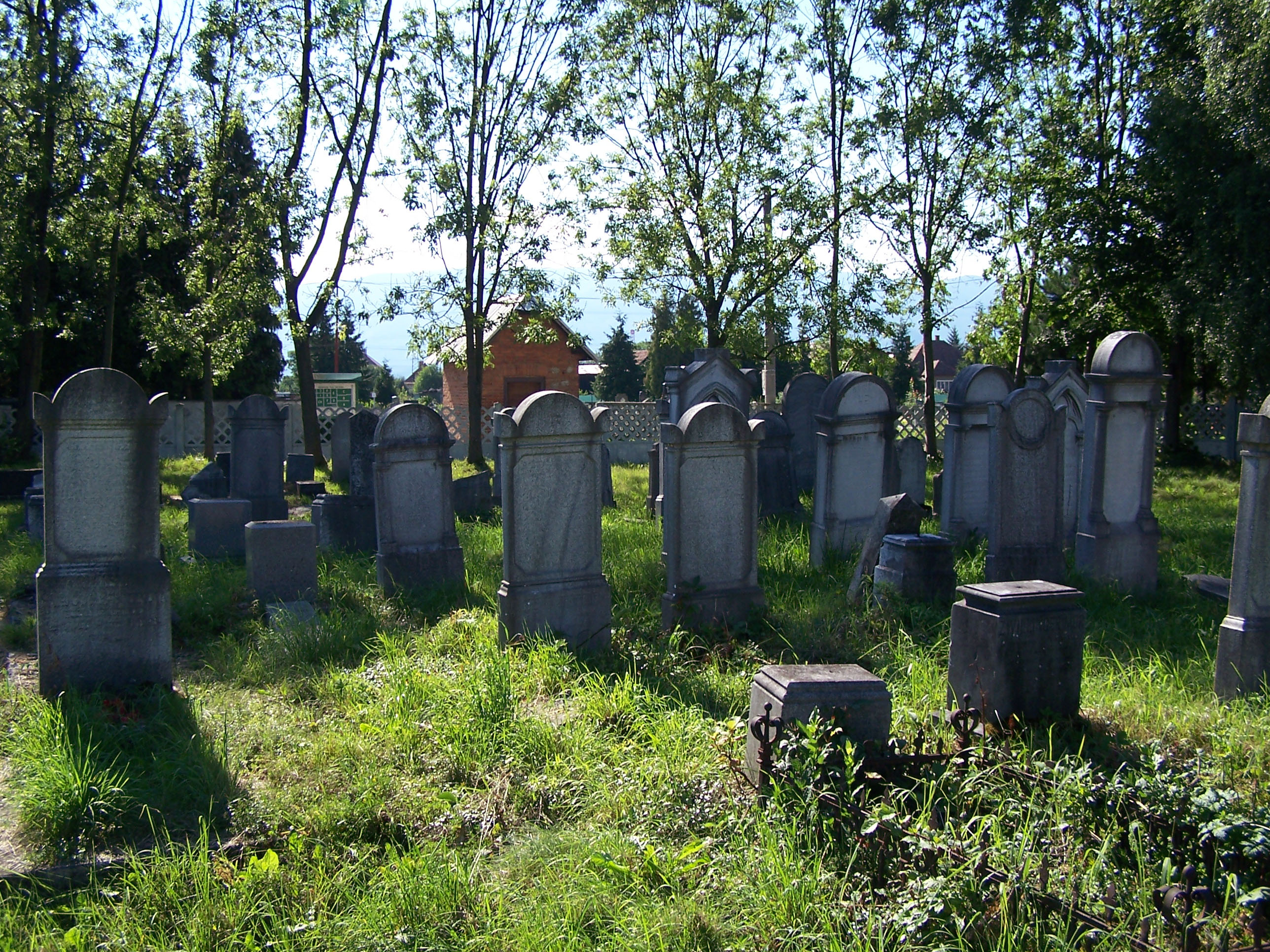
Jüdischer Friedhof in Sučany

Der Jüdische Friedhof in Sučany, einer slowakischen Gemeinde im Bezirk Martin, wurde im 19. Jahrhundert errichtet und bis zum Zweiten Weltkrieg belegt.
Der jüdische Friedhof liegt direkt neben dem kommunalen Friedhof.